# Дивизия Делаборда (Первая империя)
Пехотная дивизия Делаборда (фр. Division d'infanterie de Delaborde) — пехотная дивизия Франции периода наполеоновских войн. Сформирована императором 2 августа 1807 года в составе наблюдательного корпуса Жиронды, который находился под началом генерала Жюно. В состав дивизии вошли: два батальона 47-го полка линейной пехоты, два батальона 86-го полка линейной пехоты, два батальона 70-го полка линейной пехоты, один батальон 15-го полка линейной пехоты и один батальон 4-го швейцарского полка. Всего 8 батальонов. Командиром дивизии был назначен прославленный генерал Делаборд. Командирами бригад - генералы Бренье де Монморан и Авриль. У дивизии будет 12 орудий. 15 августа она должна покинуть лагерь Понтиви и отправится в Байонну.

## Подчинение и номер дивизии
- 1-я пехотная дивизия наблюдательный корпус Жиронды Армии Португалии (2 августа 1807 года);
- 1-я пехотная дивизия 8-й армейский корпус Армия Испании (15 октября 1808 года),
- 2-я пехотная дивизия 2-й армейский корпус Армия Испании (2 января 1809 года),
- 2-я пехотная дивизия 2-й армейский корпус Армия Португалии (17 апреля 1810 года),
- 3-я пехотная дивизия Армии Португалии (4 апреля 1811 года);
- 3-я пехотная дивизия Северной армии (март 1813 года);
- 8-я пехотная дивизия Пиренейской армии (16 июля 1813 года).

## Состав дивизии
На 1 ноября 1807 года:
командир — дивизионный генерал Анри-Франсуа Делаборд
- 1-я бригада (командир — бригадный генерал Жан-Жак Авриль)
  - 15-й полк линейной пехоты / 1 батальон
  - 70-й полк линейной пехоты / 2 батальона
  - 4-й щвейцарский полк / 1 батальон
- 2-я бригада (командир — бригадный генерал Антуан Бренье де Монморан)
  - 47-й полк линейной пехоты / 1 батальон
  - 86-й полк линейной пехоты / 2 батальона
    - Всего: 7 батальонов, 8000 человек[2]

На 15 января 1809 года:
командир — дивизионный генерал Анри-Франсуа Делаборд
- 1-я бригада (командир — бригадный генерал Максимильен Фуа)
  - 17-й полк лёгкой пехоты / 3 батальона
  - 70-й полк линейной пехоты / 3 батальона
- 2-я бригада (командир — бригадный генерал Пьер д’Арно)
  - 15-й полк лёгкой пехоты / 1 батальон
  - 86-й полк линейной пехоты / 3 батальона
- артиллерия
  - 8-я рота 3-го полка пешей артиллерии
  - 10-я рота 3-го полка пешей артиллерии
  - 11-я рота батальона обоза
  - 6-я рота батальона обоза
    - Всего: 10 батальонов, около 4800 человек[3]

На 30 июня 1810 года:
командир — дивизионный генерал Этьен Эдле де Бьер
- 1-я бригада (командир — бригадный генерал Максимильен Фуа)
  - 17-й полк лёгкой пехоты / 3 батальона
  - 47-й полк линейной пехоты / 3 батальона
  - 31-й полк лёгкой пехоты / 4 батальона
- 2-я бригада (командир — бригадный генерал Пьер д’Арно)
  - 70-й полк линейной пехоты / 3 батальона
  - 86-й полк линейной пехоты / 3 батальона
- артиллерия
  - 1-я рота 3-го полка пешей артиллерии
  - 15-я рота 3-го полка пешей артиллерии
  - 6-я рота 3-го полка конной артиллерии
  - 9-я рота рабочих
  - 3-я рота 5-бис батальона обоза
    - Всего: 13 батальонов, 6591 человек[4]

На 1 января 1811 года:
командир — дивизионный генерал Этьен Эдле де Бьер
- 1-я бригада (командир — бригадный генерал Максимильен Фуа)
  - 17-й полк лёгкой пехоты / 3 батальона
  - 70-й полк линейной пехоты / 4 батальона
- 2-я бригада (командир — бригадный генерал Пьер д’Арно)
  - 31-й полк лёгкой пехоты / 4 батальона
  - 47-й полк линейной пехоты / 4 батальона
- артиллерия
  - 15-я рота 3-го полка пешей артиллерии
  - 6-я рота 3-го полка конной артиллерии
  - 3-я рота 5-бис батальона обоза
  - 3-я рота 6-бис батальона обоза
    - Всего: 15 батальонов, 6000 человек, 8 орудий (2 8-фунтовые пушки, 4 4-фунтовые пушки и 2 6-дюймовые гаубицы)[5]

На 15 июля 1811 года:
командир — дивизионный генерал Клод Фере
- 1-я бригада (командир — бригадный генерал Жан-Батист Менн)
  - 31-й полк лёгкой пехоты / 3 батальона
  - 26-й полк линейной пехоты / 2 батальона
- 2-я бригада (командир — бригадный генерал Пьер д’Арно)
  - 47-й полк линейной пехоты / 3 батальона
  - 70-й полк линейной пехоты / 3 батальона
    - Всего: 11 батальонов, 5072 человека[6]

На 1 мая 1812 года:
командир — дивизионный генерал Клод Фере
- 1-я бригада (командир — бригадный генерал Жан-Батист Менн)
  - 31-й полк лёгкой пехоты / 2 батальона (командир — полковник Алессандро Джиффленга)
  - 26-й полк линейной пехоты / 2 батальона (командир — полковник Станислас Прево)
- 2-я бригада (командир — бригадный генерал Пьер д’Арно)
  - 47-й полк линейной пехоты / 3 батальона (командир — полковник Оливье Ден)
  - 70-й полк линейной пехоты / 2 батальона (командир — полковник Жан-Франсуа Дюмаре)
- артиллерия
  - 7-я рота 3-го полка конной артиллерии
  - 4-я рота рабочих
  - 4-я рота 10-бис батальона обоза
  - 6-я рота 10-бис батальона обоза
    - Всего: 9 батальонов, 5900 человека[7]

На 1 сентября 1813 года:
командир — дивизионный генерал Элуа Топен
- 1-я бригада (командир — бригадный генерал Жан-Пьер Бешо)
  - 9-й полк лёгкой пехоты / 2 батальона
  - 26-й полк линейной пехоты / 1 батальон
  - 47-й полк линейной пехоты / 2 батальона
- 2-я бригада (командир — полковник Оливье Ден)
  - 31-й полк лёгкой пехоты / 3 батальона
  - 70-й полк линейной пехоты / 1 батальон
  - 88-й полк линейной пехоты / 1 батальон
- артиллерия
  - 2-я рота 8-го полка пешей артиллерии
  - 4-я рота 5-го батальона обоза
    - Всего: 10 батальонов, 5250 человек [8]

## Командование дивизии

### Командиры дивизии
- дивизионный генерал Анри-Франсуа Делаборд (2 августа 1807 – 23 октября 1809)
- бригадный генерал Максимильен Фуа (23 октября 1809 – 31 января 1810)
- дивизионный генерал Этьен Эдле де Бьер (31 января 1810 – 7 апреля 1811)
- дивизионный генерал Клод Фере (7 апреля 1811 – 24 июля 1812)
- бригадный (с 28 января 1813 - дивизионный) генерал Элуа Топен (24 июля 1812 – 16 ноября 1813)